# Любенюв
Любенюв (пол. Lubieniów) — село в Польщі, у гміні Реч Хощенського повіту Західнопоморського воєводства.
Населення — 434 особи (2011).
У 1975-1998 роках село належало до Гожовського воєводства.

## Демографія
Демографічна структура станом на 31 березня 2011 року:
|          | Загалом | Допрацездатний вік | Працездатний вік | Постпрацездатний вік |
| -------- | ------- | ------------------ | ---------------- | -------------------- |
| Чоловіки | 222     | 48                 | 155              | 19                   |
| Жінки    | 212     | 51                 | 119              | 42                   |
| Разом    | 434     | 99                 | 274              | 61                   |